# Kiranipura
Kiranipura là một thị trấn thống kê (census town) của quận Ajmer thuộc bang Rajasthan, Ấn Độ.

## Nhân khẩu
Theo điều tra dân số năm 2001 của Ấn Độ, Kiranipura có dân số 4941 người. Phái nam chiếm 51% tổng số dân và phái nữ chiếm 49%. Kiranipura có tỷ lệ 74% biết đọc biết viết, cao hơn tỷ lệ trung bình toàn quốc là 59,5%: tỷ lệ cho phái nam là 82%, và tỷ lệ cho phái nữ là 66%. Tại Kiranipura, 12% dân số nhỏ hơn 6 tuổi.